# Баутино
Баутино (каз. Баутин) — село (ранее посёлок городского типа) в Тупкараганском районе Мангистауской области Казахстана. Административный центр и единственный населённый пункт Баутинского сельского округа. Код КАТО — 475235100.

## География
Расположено на берегу Тюб-Караганского залива Каспийского моря на западной оконечности полуострова Тюб-Караган в 4 км к северо-западу от города Форт-Шевченко.

## История
Основано в 1847 году как русский рыбачий посёлок Николаевский рядом со вновь построенным укреплением Ново-Петровским.
Переименовано в Баутино в честь Баутина Алексея Егоровича, руководителя большевистского ревкома посёлка, убитого белыми в 1919 году.

## Население
В 1999 году население посёлка составляло 3737 человек (1872 мужчины и 1865 женщин). По данным переписи 2009 года, в посёлке проживали 4344 человека (2180 мужчин и 2164 женщины).

## Экономика
Крупный центр рыбной промышленности Казахстана. База по ловле тюленей и рыбы, рыбоконсервный, судоремонтный заводы. На рыбоконсервном заводе имеются цеха по изготовлению рыбных консервов, рыбной муки, выделке шкур тюленя, жестяно-баночный цех. Автомобильные дороги соединяют Баутино с городами Актау и Форт-Шевченко, морские пути с городами Атырау и Астрахань.
Ранее рядом с посёлком существовал одноимённый аэропорт.

### Порт Баутино
Через порт Баутино отправляются международные грузы, необходимые для нефтяных компаний. Основной перевозимый груз — это кирпич, ракушеблок и другие строительные материалы. Ежегодно порт пропускает до 150 тысяч тонн груза. Зимой морская вода рядом с бухтой замерзает. Толщина льда составляет 20—30 сантиметров, в иные годы достигает 80 сантиметров. Вокруг бухты скопилось большое количество затонувших и старых судов. Земля вокруг бухты находится во владении различных компаний.
Порт Баутино используется компанией NCOC в качестве базы поддержки морских операций, также имеется филиал Актауского международного морского торгового порта, и базы компаний «ТенизСервис», «ЭнкаИншаат» и «Каспий сервис Груп».
Строительство базы поддержки морских операций Баутино (БПМО) началось в 1998 году. Порт стал материально-техническим центром для морской нефтяной промышленности в казахстанском секторе Каспийского моря и безопасной гаванью для судов в течение долгих холодных зим. База находится в ведении нефтяного консорциума North Caspian Operating Company (NCOC). БПМО является стратегическим местом для всех морских проектов (продукты питания, система канализации и управления шламами, пункт обращения с бытовыми и промышленными отходами, упаковка, трубы и т. д.). Все объекты расположены на территории 110 га, 5000 м² из них занимают офисы, склады, мастерские, порты и свалки.

#### Производственные показатели
| Год              | 2010      | 2011    | 2012    | 2013   |
| Перевалка грузов | 2 200 000 | 500 000 | 200 000 | 18 000 |

Количество заходов судов уменьшилось с 2600 в 2010 году до 1200 в 2013 году.